# Piencourt
Piencourt é uma comuna francesa na região administrativa da Normandia, no departamento de Eure. Estende-se por uma área de 8,67 km². Em 2010 a comuna tinha 163 habitantes (densidade: 18,8 hab./km²).